# Handbuch der Vögel Mitteleuropas
Das Handbuch der Vögel Mitteleuropas (HBV) ist ein deutschsprachiges, wissenschaftliches Handbuch über die mitteleuropäischen Vögel. Zur Abgrenzung des mitteleuropäischen Raums wurden Staatengrenzen herangezogen. Die Staaten Belgien, Deutschland, Luxemburg, Niederlande, Österreich, Polen, Schweiz, Slowakei, Tschechien und Ungarn und das Fürstentum Liechtenstein werden dabei als Mitteleuropa verstanden.

## Entstehung
Es wurde ursprünglich als Nachfolger von Günther Niethammers Handbuch der deutschen Vogelkunde konzipiert, das in drei Bänden 1937, 1938 und 1942 erschienen war. Die Arbeit daran begann 1958 durch Kurt Bauer. Im Jahr 1962 wurde Urs N. Glutz von Blotzheim von Erwin Stresemann und Bauer gebeten, an der Neubearbeitung mitzuwirken. Glutz von Blotzheim sagte dies zu, bestand dabei aber auf dem neuen Titel Handbuch der Vögel Mitteleuropas, auf einem gegenüber den Vorstellungen Niethammers stark erweiterten Konzept und auf einer Einbeziehung externer Sachkundiger. Entstanden ist mit dem ab 1966 erscheinenden, insgesamt 14-bändigen HBV etwas völlig Neues und Eigenständiges, dies vor allem auch durch die Illustrationen der beteiligten Tiermaler wie Jörg Kühn, Winfried D. Daunicht und in besonders prägender Weise Friedhelm Weick. Einige Bände mussten auf Grund ihres Umfanges geteilt werden, sodass das HBV aus 22 Einzelbänden plus Registerband besteht. Das komplette Handbuch steht auch als PDF auf CD-ROM zur Verfügung.
Das Handbuch gilt nach wie vor als Standardwerk der mitteleuropäischen Ornithologie.

## Übersicht
Das HBV hat den vollständigen Titel:
Urs N. Glutz von Blotzheim (Hrsg.): Handbuch der Vögel Mitteleuropas. Bearb. u. a. von Kurt M. Bauer, Einhard Bezzel und Urs N. Glutz von Blotzheim. 14 Bände in 23 Teilen. Akademische Verlagsgesellschaft, Frankfurt am Main 1966 ff., Aula-Verlag, Wiesbaden 1985 ff. (2. Auflage).
Die Einzelbände sind:
- Band 1. Gaviiformes – Phoenicopteriformes. Aula-Verlag, Wiesbaden 1987 (2. Aufl., 1. Aufl. 1966).  ISBN 3-89104-457-7
- Band 2. Anseriformes. Teil 1. Aula-Verlag, Wiesbaden 1990 (2. Aufl., 1. Aufl. 1968). ISBN 3-89104-501-8
- Band 3. Anseriformes. Teil 2. Aula-Verlag, Wiesbaden 1992 (2. Aufl., 1. Aufl. 1969). ISBN 3-89104-529-8
- Band 4. Falconiformes. Aula-Verlag, Wiesbaden 1989 (2. Aufl., 1. Aufl. 1971). ISBN 3-89104-460-7
- Band 5. Galliformes und Gruiformes. Aula-Verlag, Wiesbaden 1994 (2. Aufl., 1. Aufl. 1973). ISBN 3-89104-561-1
- Band 6. Charadriiformes. Teil 1. Aula-Verlag, Wiesbaden 1999 (3. Aufl.; 2. Aufl. 1984, 1. Aufl. 1975). ISBN 3-89104-635-9
- Band 7. Charadriiformes. Teil 2. Aula-Verlag, Wiesbaden 1986 (2. Aufl., 1. Aufl. 1977). ISBN 3-89104-445-3
- Band 8. Charadriiformes. Teil 3. Aula-Verlag, Wiesbaden 1999 (2. Aufl., 1. Aufl. 1982). Teilband 1: ISBN 3-89104-636-7,  Teilband 2: ISBN 3-89104-637-5
- Band 9. Columbiformes – Piciformes. Aula-Verlag, Wiesbaden 1994 (2. Aufl., 1. Aufl. 1980). ISBN 3-89104-562-X
- Band 10. Passeriformes. Teil 1. Aula-Verlag, Wiesbaden 1985 (2. Aufl., 1. Aufl. 1985). Teilband 1: ISBN 3-89104-019-9, Teilband 2: ISBN 3-89104-435-6
- Band 11. Passeriformes. Teil 2. Aula-Verlag, Wiesbaden 1988 (2. Aufl.). Teilband 1: ISBN 3-89104-020-2, Teilband 2: ISBN 3-89104-486-0
- Band 12. Passeriformes. Teil 3. Aula-Verlag, Wiesbaden 1991. Teilband 1: ISBN 3-89104-021-0, Teilband 2: ISBN 3-89104-511-5
- Band 13. Passeriformes. Teil 4. Aula-Verlag, Wiesbaden 1993. Teilband 1: ISBN 3-89104-022-9, Teilband 2: ISBN 3-89104-535-2, Teilband 3: ISBN 3-89104-542-5
- Band 14. Passeriformes. Teil 5. Aula-Verlag, Wiesbaden 1997. Teilband 1: ISBN 3-89104-609-X, Teilband 2: ISBN 3-89104-610-3, Teilband 3: ISBN 3-89104-611-1
- Register zu den Bänden 1-14. Verzeichnis der Namen, allgemeine Bibliographie. Zusammeng. und bearb. von Claudia Huber. Aula-Verlag, Wiesbaden 1998 (3. Aufl.). ISBN 3-89104-622-7

CD-ROM-Ausgabe
- Urs N. Glutz von Blotzheim (Hrsg.): Handbuch der Vögel Mitteleuropas. Mit einem Lexikon ornithologischer Fachbegriffe von Ralf Wassmann. Vogelzug-Verlag, Wiebelsheim 2004, ISBN 3-923527-00-4 (CD-ROM für Windows, MacOS, Unix usw., als PDF-Datei: 15'718 Buchseiten mit 3200 Abbildungen).

## Rezensionen
„Das "Handbuch der Vögel Mitteleuropas" gilt als das allgemein verbindliche Referenzwerk und die wichtigste Informationsquelle, auf die jeder, der sich ernsthaft mit der Ornithologie dieses geografischen Raumes beschäftigt, Bezug nehmen muss. Seine Informationsfülle kennzeichnet eine neue Epoche der europäischen Ornithologie. Als einer der einflussreichsten Ornithologen seiner
Zeit urteilte Ernst Mayr schon sehr früh: "... the Handbuch is a work of such sovereign mastership ... that it can truly be said to be in a class all by itself. There is really nothing quite like it in the ornithological literature of the entire world" ("Das Handbuch ist ein Werk von solch unübertrefflicher Meisterschaft ... dass es wahrhaft eine Klasse für sich bildet. Es gibt wirklich nichts Vergleichbares in der ornithologischen Literatur der ganzen Welt").“